# Kattegat
Il Kattegat (pron. danese: [ˈkʰætəkæt];  in svedese Kattegatt, AFI: [ˈkâtːɛˌɡat]) è uno stretto che separa la Svezia meridionale dalla Danimarca.
Vasto poco più di 25000 km², bagna a est le regioni svedesi di Västergötland, Scania, Halland e Bohuslän e a ovest parte della costa orientale dello Jutland.
Esso mette in comunicazione il Mare del Nord, tramite lo Skagerrak, con il mar Baltico attraverso tre stretti: l'Øresund, il Piccolo Belt e il Grande Belt.
Il fondale del Kattegat presenta una profondità media di circa 26 m e massima di 109; in ragione dell'intenso traffico navale dello stretto, reso difficile dalle basse scogliere sabbiose e dalle correnti, esso è periodicamente sottoposto a dragaggio; numerose segnalazioni luminose sono presenti a rendere più agevole la navigazione. I principali porti e le più importanti città nel Kattegat sono Göteborg, Aarhus, Aalborg, Halmstad e Frederikshavn.

## Geografia

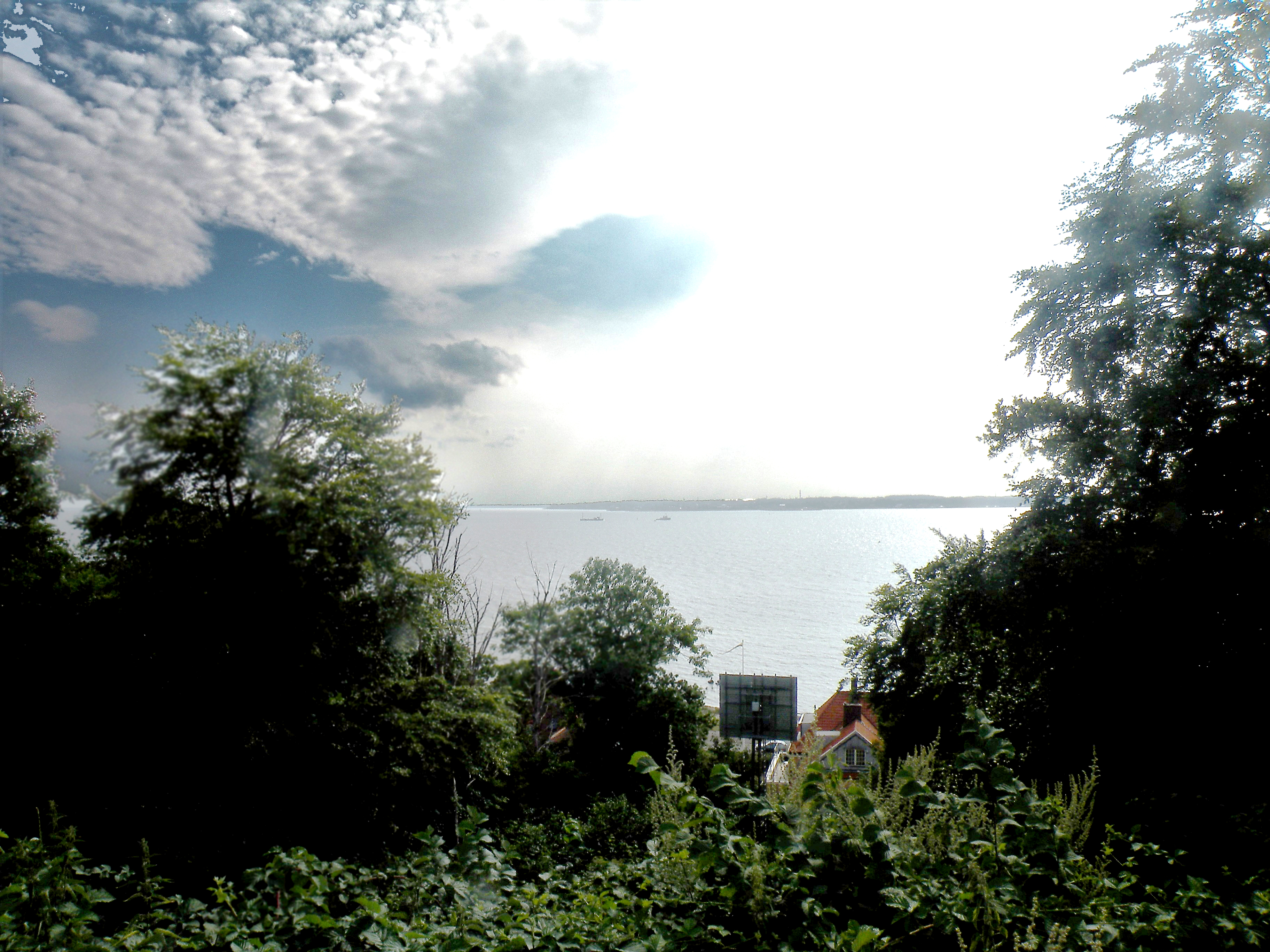
La Danimarca sullo sfondo vista dallo stretto di Kattegat

Secondo quanto statuito da una convenzione sottoscritta nel 1932 da Danimarca, Norvegia e Svezia (compresa nell'elenco dei trattati della Società delle Nazioni siglati nel 1933–1934), il confine settentrionale tra Kattegat e Skagerrak si trova nel punto più settentrionale di Skagen, nello Jutland, mentre il confine meridionale verso Øresund si trova sulla punta della penisola di Kullen in Scania.
I principali corsi d'acqua che sfociano nel Kattegat sono il fiume danese Gudenå e lo svedese Göta älv presso Göteborg, il Lagan, il Nissan, l'Ätran e il Viskan dalla contea di Halland. Nel Kattegat si trovano svariate isole, di cui le tre maggiori sono Samsø, Læsø e Anholt; le ultime due sono, a causa del clima locale relativamente secco, situate in quella che viene chiamata "la cintura del deserto danese".
Tra le coste che si affacciano sul Kattegat rientra la Riserva Naturale di Kullaberg in Scania, popolata da specie rare ed endemiche. La città svedese di Mölle, situata sempre in tale areale, vanta un porto pittoresco e una veduta sulla scogliera di Kullaberg e Skagen, all'estremità settentrionale della Danimarca.
Dagli anni '50 è stato preso in considerazione un progetto chiamato Kattegatbroen (ponte di Kattegat) che permettesse di collegare lo Jutland e l'isola di Selandia attraverso il Kattegat. Dalla fine degli anni 2000, la proposta è stata risostenuta da un nutrito gruppo di politici danesi. L'interesse per la costruzione è rinato per collegare Hov (un villaggio a sud di Odder, nei dintorni di Aarhus) con Samsø e Kalundborg.

### Estensione
L'Organizzazione idrografica internazionale definisce i limiti del "Kattegat, dei Belt e degli altri sound" (ovvero Kattegat, Øresund, Grande Belt e Piccolo Belt) nella seguente maniera:
A sud: è delimitato dal Mar Baltico nelle due Belt e nei sound:

Nel Piccolo Belt: una linea che unisce Falshöft (54°47′N 9°57.5′E) e Vejsnæs Nakke (Ærö: 54°49′N 10°26′E).

Nel Grande Belt: una linea che unisce Gulstav (estremità più meridionale dell'isola di Langeland) e Kappel Kirke (54°46′N 11°01′E) sull'isola di Lolland.
Nei sound: una linea che unisce il faro di Stevns (55°17′N 12°27′E) a capo Falsterbo (55°23′N 12°49′E.»

## Etimologia
Secondo la Grande Enciclopedia Danese e il Nudansk Ordbog, il nome si compone delle parole olandesi katte ("gatto") e gat ("buco, cancello"). Esso deriva dal lessico della navigazione tardo medievale e l'origine è da ricercarsi nel fatto che i capitani delle flotte commerciali anseatiche avrebbero paragonato lo stretto danese a una buca di dimensioni così piccole che persino un gatto avrebbe riscontrato difficoltà a farsi strada, per via delle numerose scogliere e delle acque poco profonde.
In un certo punto del Kattegatte le acque percorribili coprivano un'area di soli 3,84 km² (2,07 nmi). Il nome di via Kattesundet a Copenaghen ha un'etimologia simile e significa "passaggio stretto". Un nome arcaico con cui si identificava sia lo Skagerrak che il Kattegat era "Mare di Norvegia" (oggi tale denominazione geografica indica il mare che bagna la Norvegia a nord) o "Mare di Jutland": la saga di Knýtlinga menziona il nome Jótlandshaf. L'antico nome latino era Sinus Codanus.

## Storia
Il controllo del Kattegat e l'accesso ad esso sono stati importanti in pressoché tutte le epoche storiche. Fino al completamento del Canale di Kiel nel 1784, il Kattegat era l'unica rotta marittima percorribile per accedere e abbandonare la regione baltica.
A partire dal 1429 nel Medioevo, la famiglia reale danese - e in seguito lo stato della Danimarca - prosperò notevolmente dai diritti del Sund, un pedaggio da pagare per attraversare Øresund, mentre Copenaghen si trovava in una posizione protetta, offriva disparati commerci ed era lontana da atti di pirateria. I dazi furono revocati nel 1857.

## Biologia
Nel Kattegat, la salinità ha una duplice struttura. Lo strato superiore ha una salinità circoscritta tra il 18‰ e il 26‰, mentre quello inferiore - separato da un forte aloclino a circa 15 m - ha una salinità tra il 32‰ e il 34‰. Quest'ultimo si compone delle acque provenienti dallo Skagerrak, il quale ha una salinità che rientra nella norma delle altre zone costiere locali, mentre nello strato superiore confluisce il Mar Baltico. L'effetto a livello di salinità è inverso, risultando paragonabile all'acqua salmastra. Questi due flussi contrapposti comportano ogni anno uno spostamento di circa 475 km³ di acqua dal Baltico allo Skagerrak. Quando spirano venti forti, la salinità complessiva risulta variabile in più punti della regione. L'insieme di questi fattori particolari ha permesso la proliferazione di numerose specie ittiche.
Le correnti fredde, localmente dette scogliere gorgoglianti (in danese: boblerev), investono spesso il Kattegat settentrionale. Esse causano la fuoriuscita del metano depositato durante il periodo Eemiano e, durante le giornate tranquille, le bolle possono talvolta essere viste sulla superficie dell'acqua. La cementazione e la litificazione del carbonato formano onde alte fino a 4 m e una ricca biodiversità. A causa della peculiare bioclimatologia locale, le scogliere gorgoglianti del Kattegat risultano tutelate e sono riconosciute come habitat dalla rete Natura 2000 (tipo 1180) dell'Unione europea (UE).

### Problematiche ecologiche
Il Kattegat fu una delle prime zone morte marine ad essere notata e dichiarata negli anni '70, quando gli scienziati iniziarono a studiare come le intense attività industriali influenzassero il mondo naturale. Da allora, studi e ricerche hanno fornito molte informazioni su processi di eutrofizzazione e su come gestirli. La Danimarca e l'UE hanno avviato costosi progetti di vasta portata finalizzati ad arrestare, riparare e prevenire questi processi dannosi per l'ambiente e per l'economia. La fase uno del progetto volto a riqualificare l'ambiente acquatico è stato messo in atto nel 1985: attualmente è alla fase quattro e risulta ancora in esecuzione. Il piano d'azione ingloba un'ampia gamma di iniziative e si attiene alla cosiddetta Direttiva nitrati (la 91/676/CEE).

## Tutela e disposizioni legislative
A causa dell'assai intenso traffico marittimo e dei vari insediamenti costieri di grandi dimensioni, il Kattegat è rientrato dal 2006 nelle aree di controllo delle emissioni di zolfo (Eca) nel Mar Baltico. Il parametro di riferimento per lo zolfo nei carburanti è stato recentemente abbassato allo 0,1% ed è in vigore dal 1º gennaio 2015. Sono stati recentemente impiegati dei droni al fine di evitare atti volti a violare le disposizioni.
Diverse aree della regione rientrano nel progetto Natura 2000 e la Convenzione di Ramsar permette la tutela di diverse specie ornitologiche. La Danimarca e la Svezia salvaguardano inoltre alcune scogliere del posto e gli immediati pressi poiché simili aree sono importanti per la riproduzione e l'alimentazione di pesci e mammiferi marini. Le aree protette includono:

### Danimarca
- Grenen
- La baia di Aalborg, che comprende una porzione di mare poco profonda vasta 1.774 km²
- I banchi di sabbia di Læsø e le scogliere rocciose a sud dell'isola
- Anholt e il mare a nord dell'isola.

### Svezia
- L'estuario Nordre älv a nord di Göteborg. È un luogo di frequente sorvolato o attraversato da uccelli e pesci migratori.
- L'arcipelago di Vrångö (in svedese: Vrångöskärgården), parte dell'arcipelago di Göteborg. Un'area di riproduzione importante per uccelli marini e foche.
- Il fiordo di Kungsbacka: nelle acque poco profonde tra Göteborg e Varberg si formano paludi salmastre.
- Hovs hallar
- Riserva naturale di Kullaberg